# لويس إدواردو مالدونادو
لويس إدواردو مالدونادو (بالإسبانية: Luis Maldonado) (26 مارس 1985 في الأوروغواي - ) هو لاعب كرة قدم أوروغواني في مركز الدفاع. لعب مع بنيارول وسبورتيفو لوكوينو وسوسيداد ديبورتيفو كيتو ونادي بورتوغيزا وبوسطن ريفر وفيلا إسبانيول ‏ وأتليتكو بلاتينسي ‏ وDurazno F.C. ‏.

## وصلات خارجية
- لويس إدواردو مالدونادو على موقع قاعدة بيانات كرة القدم.إي يو (الإنجليزية)
- لويس إدواردو مالدونادو على موقع Soccerway.com (الإنجليزية)